# Segundo Imperio de Haití
El Segundo Imperio de Haití,oficialmente Imperio de Haití (en francés: Second Empire d'Haïti o Empire d'Haïti; en criollo haitiano: Anpi an Ayiti) fue una monarquía proclamada en 1849 por el Senado, quienes también designaron a Faustino Soulouque como emperador.
Haití ya había tenido dos monarquías en el pasado, la primera fue dirigida por Jean-Jacques Dessalines bajo el nombre de Emperador Jacobo I (1804-1806) que dirigió el primer imperio de Haití, y la segunda monarquía fue dirigida por Henri Christophe bajo el nombre de Rey Henri I de Haití 1811-1820. Faustino I se rodeó de una lujosa corte, creó una nueva nobleza haitiana, fundó órdenes civiles y militares y emitió una Constitución Autoritaria. En diciembre de 1849 contrajo nupcias con Adélina Léveque (Adelina de Haití), que le dio una hija, la Princesa Oliva. El 18 de abril de 1852, en unión de su consorte, fue coronado con gran pompa por el vicario de Port-au-Prince. En 1855 el Emperador Faustino I intento invadir la República Dominicana pero fue derrotado  por Santana, y al año siguiente fracasó en otro intento.
La crisis económica se adueñó del país y hubo varias insurrecciones, que fueron duramente reprimidas. En diciembre de 1858 estalló una nueva revuelta, encabezada por el General Fabre Geffrard, Duque de Tabara, que tras varios choques con las fuerzas imperiales entró en la capital el 15 de enero de 1859. Los soldados de Faustino I se negaron a combatir y el monarca se refugió en el consulado francés. Poco después se le permitió abandonar el país con rumbo a Jamaica, a bordo del buque británico Melbourne, llevando consigo a su familia y copiosas riquezas en dinero y piedras preciosas. Sus bienes en Haití fueron confiscados por las nuevas autoridades.

## Fin de la república

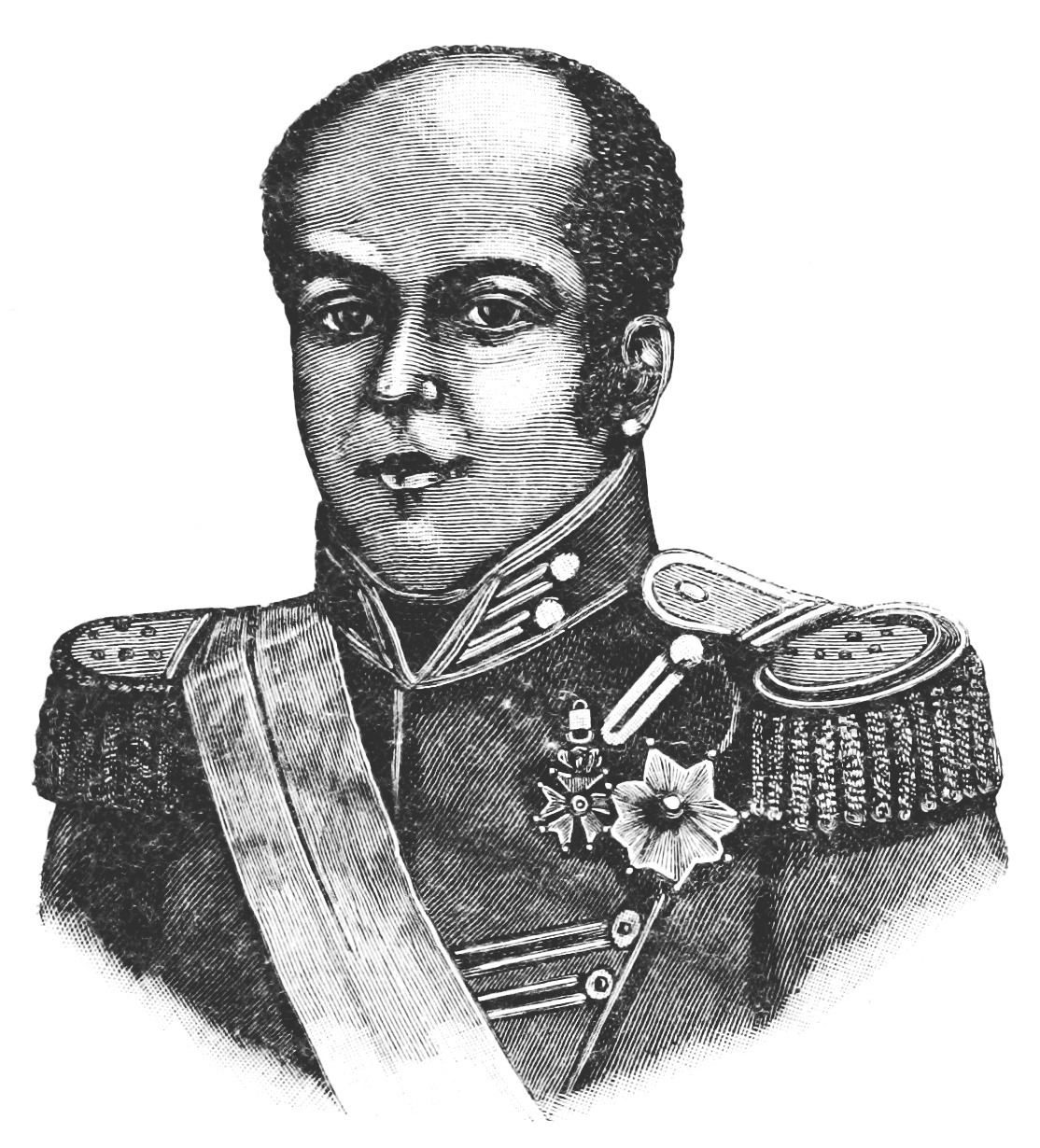
Imagen del emperador de Haití, Faustin Solouque, más conocido como Faustin I de Haití.

El 1 de marzo de 1847, el general Faustin Soulouque fue elegido presidente de la República por el Senado y sucedió al presidente Riché, quien falleció en el cargo. Durante su mandato, este último había actuado como un hombre de paja para la clase dominante boyerista, que inmediatamente buscó un reemplazo. Su atención se centró rápidamente en Faustin Soulouque, en quien la mayoría veía a alguien un poco retraído e ignorante. El hombre de 65 años parecía un candidato maleable y, por lo tanto, se vio impulsado a aceptar el papel que se le ofrecía. Prestó juramento al cargo el 2 de marzo de 1847.
Al principio, Faustin pareció desempeñar adecuadamente su papel de ''títere''. Mantuvo a los ministros del expresidente en sus cargos y continuó el programa de su antecesor. Sin embargo, no tardó en deshacerse de sus seguidores y convertirse en el amo absoluto del Estado haitiano. Según el libro de Mark Kurlansky, A Continent Of Islands: Searching For The Caribbean Destiny
“Organizó una milicia privada, los Zinglins, e hizo arrestar y masacrar a todos los que se le oponían, especialmente a los mulatos, consolidando así su poder sobre el gobierno”.
Este proceso, que incluyó una masacre de mulatos en Puerto Príncipe el 16 de abril de 1848, culminó en el Senado y la Cámara de Diputados donde fue proclamado Emperador de Haití el 26 de agosto de 1849.
Soulouque también invitó a los habitantes negros de Luisiana a emigrar a Haití. Un afro-criollo nativo de Nueva Orleans que se había criado en Haití, Emile Desdunes, trabajó como agente de Soulouque y, en 1859, organizó el transporte gratuito a Haití de al menos 350 personas desesperadas. Muchos de estos refugiados regresarían a Luisiana más tarde.
El reinado de Soulouque estuvo marcado por una violenta represión contra la oposición y por numerosos asesinatos. El hecho de que Soulouque fuera abiertamente un seguidor de la religión africana del vudú contribuyó a su reputación de violento. Durante su reinado, Soulouque se vio afectado por el prejuicio, el odio y la discriminación contra los criollos (los mismos sentimientos obviamente reflejados).

## Imperio

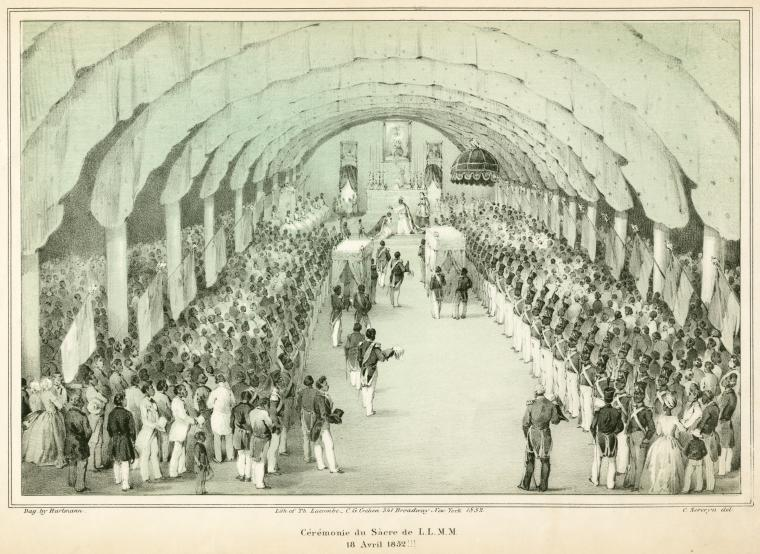
Coronación del emperador Faustino I de Haití.

### Coronación
El 25 de agosto de 1849, Soulouque fue proclamado emperador por el Parlamento bajo el nombre de Faustin I. Su coronación se produjo el 18 de abril de 1852, en un ruinoso esplendor para las finanzas de este país, debiendo interrumpirse el pago de la deuda. Soulouque pagó £ 2000 por su corona y £ 30,000 por el resto de los accesorios (según Sir Spenser St John, encargado de negocios británico en Haití en la década de 1860, en su cuenta: "Hayti ou La République noire", págs. 95–96).
Gustave d'Alaux describe este hecho en su libro Soulouque et son empire: "Su majestad imperial convocó una mañana al principal comerciante de Puerto Príncipe y le ordenó que encargara inmediatamente en París un traje, idéntico al de la coronación de Napoleón. Faustin I también se encargó una corona, una para la emperatriz, un cetro, un globo terráqueo, una mano de justicia, un trono y todos los demás accesorios, como los que se usaron durante la coronación de Napoleón".
En diciembre de 1849, Faustin se casó con su compañera de toda la vida, Adélina Lévêque. El 18 de abril de 1852, en la capital, Puerto Príncipe, el emperador y la emperatriz fueron coronados en una ceremonia enorme y suntuosa, como la coronación del emperador de los franceses.
El emperador pronunció un discurso y concluyó con: "¡Viva la libertad, viva el amor!" (Gustave d'Alaux). La coronación se ilustra en el "Álbum Imperial de Haití", grabado por Severyn, publicado en Nueva York, 1852 (disponible en la Biblioteca Británica).

### Política
Para afirmar su legitimidad, Faustin hace regresar a los hijos del primer emperador, Jean-Jacques Dessalines, les devuelve el título de "príncipe" y "princesa" y ofrece una pensión a la antigua emperatriz Marie-Claire Bonheur.
Más tarde, organiza una violenta represión contra los mulatos y restablece el absolutismo en la isla. La constitución imperial, que él mismo redactó, proclamaba el imperio hereditario. Como el único hijo del Emperador murió en 1849, la sucesión pasó al príncipe Mainville-Joseph, hijo del Gran Duque Juan José, a su vez hermano del Emperador. Para tener descendencia en el trono, Faustin organizó el matrimonio de su hija mayor, la princesa Olive Soulouque, con su primo el príncipe Mainville-Joseph. La pareja dará tres hijos a la Corona.

### Guerra contra República Dominicana
La política exterior del emperador se centró en evitar la intrusión extranjera en la política y la soberanía de Haití. La independencia de la República Dominicana (entonces llamada Santo Domingo), según él, suponía una amenaza directa para Haití.
En 1849, Soulouque emprendió su primera invasión de la República Dominicana, pero su ejército huyó tras la derrota en la batalla de Ocoa. En 1850 se produjo una segunda invasión atacando las comunidades fronterizas, en la que Haití fue frenada por Francia, el Reino Unido y Estados Unidos. En la tercera y última invasión, en 1855, Soulouque entró en la República Dominicana al frente de un ejército de 30 000 hombres que tuvo que retirarse. Durante sus tres expediciones, tuvo que enfrentarse al general Pedro Santana, que entonces estaba al mando de la República Dominicana.

### Nobleza

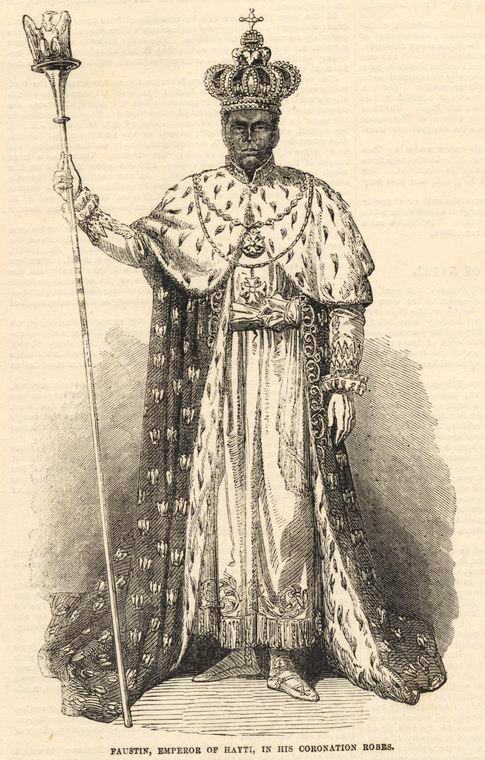
Emperador Faustino I de Haití.

El emperador intentó crear un fuerte gobierno centralizado que, aunque conservaba un carácter profundamente haitiano, estaba muy inspirado en las tradiciones europeas, especialmente en el Imperio Napoleónico. Uno de sus primeros actos tras ser declarado emperador fue establecer una nueva nobleza. La Constitución del 20 de septiembre de 1849 concedió al emperador el derecho a crear títulos hereditarios y a conceder otros honores a sus súbditos. Los volúmenes 5 y 6 de la obra The National de John Saunders y Westland Marston (publicada en 1859) explican que el Imperio estaba formado por 59 duques, 90 condes, 30 caballeros y 250 barones. Esta nueva nobleza incluía también a la antigua nobleza del Primer Imperio y del Reino del Norte. Las primeras cartas patentes fueron expedidas por Soulouque el 21 de diciembre de 1850. Otras fuentes añaden a esta lista "trecientos caballeros" y "cuatrocientos nobles".

## La caída del Imperio

### Revolución
En 1858, comenzó una revolución dirigida por el general Fabre Geffrard, duque de Tabara y antiguo seguidor fiel del emperador. En diciembre de ese mismo año, Geffrard derrotó al ejército imperial y se hizo con el control de la mayor parte del país. La noche del 20 de diciembre de 1858, Geffrard salió de Puerto Príncipe en una pequeña embarcación, acompañado por su hijo y dos fieles discípulos, Ernest Roumain y Jean-Bart. El 22 de diciembre llegó a Gonaïves, donde estalló la insurrección. Se proclamó una República y se adopta la Constitución de 1846.
El 23 de diciembre, el comité departamental de Gonaïves, que se había organizado para ese fin, decreta la abolición del Imperio y la detención de varios miembros de la familia imperial. Cap-Haïtien y todo el departamento de Artibonite se unen a la restauración de la República. Las jornadas de diciembre de 1858 y enero de 1859 debilitaron considerablemente al país. Las tropas imperiales, aunque agotadas y derrotadas varias veces por los revolucionarios, siguieron luchando contra la insurrección. Los revolucionarios toman entonces el nombre de "geffrardistas" y exigen la detención y el juicio del emperador.

### Abdicación y exilio
El 15 de enero de 1859, el palacio imperial fue atacado y el emperador se vio obligado a abdicar ese mismo día. Fue exiliado con su familia a bordo de un buque de guerra británico el 22 de enero de 1859. El general Geffrard fue elegido entonces Presidente de la República. Poco después, el emperador y su familia llegaron a Kingston, Jamaica. Autorizado a regresar a Haití por el gobierno de Sylvain Salnave, Faustin murió en Petit-Goâve el 6 de agosto de 1867 y fue enterrado en Fort Soulouque.